# Grande Prêmio do Canadá de 1971
Resultados do Grande Prêmio do Canadá de Fórmula 1 realizado em Mosport Park em 19 de setembro de 1971. Décima etapa da temporada, teve como vencedor o britânico Jackie Stewart, da Tyrrell-Ford.

## Classificação da prova
| Pos. | Nº | Piloto               | Construtor   | Voltas | Tempo/Diferença     | Grid | Pontos |
| ---- | -- | -------------------- | ------------ | ------ | ------------------- | ---- | ------ |
| 1    | 11 | Jackie Stewart       | Tyrrell-Ford | 64     | 1:55:12.9           | 1    | 9      |
| 2    | 17 | Ronnie Peterson      | March-Ford   | 64     | + 38.3              | 6    | 6      |
| 3    | 10 | Mark Donohue         | McLaren-Ford | 64     | + 1:35.8            | 8    | 4      |
| 4    | 9  | Denny Hulme          | McLaren-Ford | 63     | + 1 volta           | 10   | 3      |
| 5    | 3  | Reine Wisell         | Lotus-Ford   | 63     | + 1 volta           | 7    | 2      |
| 6    | 12 | François Cevert      | Tyrrell-Ford | 62     | + 2 voltas          | 3    | 1      |
| 7    | 2  | Emerson Fittipaldi   | Lotus-Ford   | 62     | + 2 voltas          | 4    |        |
| 8    | 4  | Jacky Ickx           | Ferrari      | 62     | + 2 voltas          | 12   |        |
| 9    | 14 | Jo Siffert           | BRM          | 61     | + 3 voltas          | 2    |        |
| 10   | 20 | Chris Amon           | Matra        | 61     | + 3 voltas          | 5    |        |
| 11   | 22 | John Surtees         | Surtees-Ford | 60     | + 4 voltas          | 14   |        |
| 12   | 31 | Helmut Marko         | BRM          | 60     | + 4 voltas          | 19   |        |
| 13   | 6  | Mario Andretti       | Ferrari      | 60     | + 4 voltas          | 13   |        |
| 14   | 15 | Peter Gethin         | BRM          | 59     | + 5 voltas          | 16   |        |
| 15   | 28 | George Eaton         | BRM          | 59     | + 5 voltas          | 21   |        |
| 16   | 18 | Nanni Galli          | March-Ford   | 57     | + 7 voltas          | 20   |        |
| NC   | 19 | Mike Beuttler        | March-Ford   | 56     | Não classificado    | 22   |        |
| NC   | 35 | Pete Lovely          | Lotus-Ford   | 55     | Não classificado    | 25   |        |
| Ret  | 24 | Rolf Stommelen       | Surtees-Ford | 26     | Superaquecimento    | 23   |        |
| Ret  | 21 | Jean-Pierre Beltoise | Matra        | 15     | Acidente            | 11   |        |
| Ret  | 33 | Skip Barber          | March-Ford   | 13     | Pressão do óleo     | 24   |        |
| Ret  | 5  | Clay Regazzoni       | Ferrari      | 7      | Acidente            | 18   |        |
| Ret  | 37 | Graham Hill          | Brabham-Ford | 2      | Acidente            | 15   |        |
| Ret  | 8  | Tim Schenken         | Brabham-Ford | 1      | Ignição             | 17   |        |
| DNS  | 16 | Howden Ganley        | BRM          |        | Acidente            | 9    |        |
| DNQ  | 26 | Chris Craft          | Brabham-Ford |        |                     |      |        |
| DNS  | 27 | Henri Pescarolo      | March-Ford   |        | Ferido num acidente |      |        |

## Tabela do campeonato após a corrida
|  | Pos. | Piloto             | Pontos |
|  | ---- | ------------------ | ------ |
|  | 1    | Jackie Stewart     | 60     |
|  | 2    | Ronnie Peterson    | 29     |
|  | 3    | Jacky Ickx         | 19     |
|  | 4    | François Cevert    | 17     |
|  | 5    | Emerson Fittipaldi | 16     |

|  | Pos. | Construtor   | Pontos |
|  | ---- | ------------ | ------ |
|  | 1    | Tyrrell-Ford | 64     |
|  | 2    | Ferrari      | 32     |
|  | 3    | BRM          | 30     |
|  | 4    | March-Ford   | 30     |
|  | 5    | Lotus-Ford   | 21     |

- Nota: Somente as primeiras cinco posições estão listadas e os campeões da temporada surge destacados em negrito. Em 1971 os pilotos computariam cinco resultados nas seis primeiras corridas do ano e quatro nas últimas cinco. Neste ponto esclarecemos: na tabela dos construtores figurava somente o melhor colocado dentre os carros de um time.